# بابيص
بابيص  قرية سوريّة تتبع إداريّاً لمحافظة حلب منطقة جبل سمعان ناحية حريتان، بلغ تعداد سكانها 2,712 نسمة حسب التعداد السكاني لعام 2004.